# Fin du monde antique
 (janvier 2017).
La date habituellement prise pour indiquer la fin de l'Antiquité dans la civilisation européenne et méditerranéenne, et donc le début du Moyen Âge, est la chute de l'Empire romain d'Occident, marquée par la déposition de l'empereur d'Occident Romulus Augustule en 476,. Elle correspond donc à la disparition de l'Empire romain d'Occident en tant qu'entité politique.

## Autres dates
D'autres dates ont été proposées, par divers ouvrages. Les plus anciennes ont en commun d'être, comme 476, la date d'un événement politique ou militaire ayant eu un impact majeur sur l'Empire romain d'Occident :
- l'avènement des premiers empereurs chrétiens, ou l'édit de Milan de 313 ;
- l'organisation sur le modèle de Rome d'une nouvelle capitale à Byzance, renommée Constantinople en 330 ;
- l'avènement du christianisme comme religion d'État de l'Empire romain (28 février 380) ;
- l'interdiction du paganisme en 392 ;
- la dernière division de l'empire romain en 395[2] ;
- l'irruption des peuples germaniques dans l'Occident en 406[2] ;
- le sac de Rome par Alaric en 410 (évènement inédit en huit siècles)[2].

L'historien du XIXe siècle Jean-Jacques Ampère regroupe deux faits, et prend 406 comme dernière date : « Je renvoie aussi à l’histoire de la Rome moderne ce qui se rapporte à l’invasion des barbares ; l’invasion des barbares, comme l’établissement du christianisme, en terminant l’histoire ancienne, commence l’histoire moderne ».
L'historien Pierre Grimal retient comme rupture le tournant culturel : « On peut admettre qu’avec la victoire (de Constantin) au pont Milvius et l’édit de Milan (313) cesse pour nous la civilisation romaine. L’Empire subsiste matériellement, mais Constantin crée une seconde capitale Constantinople (330), installée au centre de l’Orient où s’est formée et rayonne la pensée chrétienne, nourrie de l’hellénisme et du judaïsme. La civilisation romaine n’est pas morte, mais elle donne naissance à autre chose qu’elle-même, appelé à assurer sa survie ».

## Portée de la chute de Rome en Occident

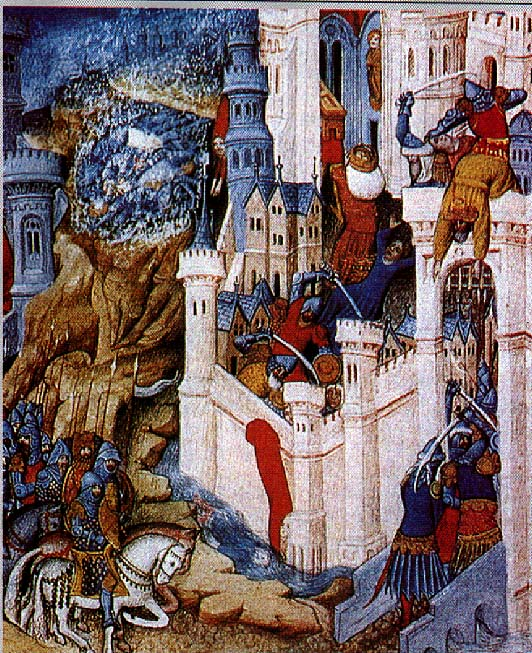
Miniature du XVe siècle représentant le sac de Rome.

Si l'on considère l'Histoire comme une évolution permanente, saccadée mais avec ses continuités, aucun de ces évènements n'est complètement déterminant. Certains parurent à leurs contemporains dépourvus d'un caractère exceptionnel ou significatif :
- ainsi la division de l'Empire romain de 395 faisait suite à une réunification de quelques mois et qui faisait suite aux précédents partages de 284, 337 et 364 ;
- la déposition de Romulus Augustule en 476 laissa seulement vacant le trône impérial, comme celles de Avitus en 456 ou de Libius Severus en 465, qui n'eut pas de successeur pendant 2 ans. Officiellement, l'empereur d'Orient redevenait l'unique empereur romain ;
- en revanche le sac de Rome de 410, réalisation d'un acte impensable, choqua profondément les esprits (voir les commentaires de Jérôme de Stridon, puis d'Augustin d'Hippone).

Maurice Griffe dans son tableau synoptique de l'Italie (frise chronologique) marque à 455 la fin effective de l'Empire romain à Ravenne, les dépositaires du pouvoir ensuite (les Derniers empereurs) n'étant plus que fantoches : Pétrone Maxime, Avitus, Majorien, Libus Sévère, Anthémius, Olybrius, Glycère, Népos, et le fameux Romulus Augustule.
Ultérieurement, en 800, le couronnement de Charlemagne comme empereur fut pour les élites occidentales la renaissance de l'Empire, et pour les Byzantins une usurpation (voir chronologie du Haut Moyen Âge).